# Poker en 1984
Cet article résume les événements liés au monde du poker en 1984.

## Tournois majeurs

### World Series of Poker 1984
Jack Keller remporte le Main Event.

### Super Bowl of Poker 1984
Stu Ungar remporte le Main Event, devenant le premier joueur à le remporter après avoir remporté un Main Event des WSOP.

## Poker Hall of Fame
Murph Harrold est intronisé.